# Stazione di Aigues-Mortes
La stazione di Aigues-Mortes è una stazione ferroviaria posta lungo la linea Saint-Césaire - Le Grau-du-Roi a servizio della cittadina di Aigues-Mortes, nel dipartimento del Gard. È servita dal TER Occitanie e dal Fret SNCF.